# Aymán az Zawahirí
Ayman Mohámed Rabíe az-Zawahirí (en árabe: أيمن محمد ربيع الظواهري‎, romanizado: ʾAyman Muḥammad Rabīʿ aẓ-Ẓawāhirī) (El Cairo, 19 de junio de 1951-Kabul, 31 de julio de 2022), conocido también como Ayman az Zawahirí, fue un terrorista egipcio, líder sucesor del grupo yihadista Al Qaeda luego de la muerte de Osama Bin Laden.
Se cree que planeó el atentado contra el destructor estadounidense USS Cole en Yemen el 12 de octubre de 2000 y que coordinó los atentados del 11 de septiembre de 2001.
Fue jefe de la organización terrorista Yihad Islámica de Egipto. Fue conocido mundialmente por haber sido el mentor, médico y la mano derecha de Osama Bin Laden, también por ser un integrante activo de varias organizaciones islamistas que perpetraron ataques por todo el mundo. El FBI también sospecha que estuvo implicado en numerosos ataques terroristas contra los Estados Unidos y otros países de Occidente, incluyendo los ataques a las embajadas de los Estados Unidos en Kenia y Tanzania el 7 de agosto de 1998.
Después de la muerte de Osama Bin Laden, pasó a ser el terrorista más buscado del mundo. El FBI ofrecía 25 millones de dólares por su captura.

## Biografía

### Inicios
Az-Zawahirí era de una familia de clase media de Maadi, zona conurbana de El Cairo, Egipto, y se dice que de joven fue estudioso. Sin embargo, los acontecimientos (posiblemente la guerra de los Seis Días en 1967) lo encaminaron por un rumbo mucho más radical. A sus 14 años, ya formaba parte de los Hermanos Musulmanes, grupo islamista radical. Para 1979 ya se había integrado en la yihad islámica, donde acabó por convertirse en uno de los principales organizadores y reclutadores. Fue uno de los cientos de arrestados después del asesinato de Anwar Sadat en 1981. Estuvo tres años en la cárcel donde sus seguidores sostienen que fue salvajemente torturado, lo que reclamó en su juicio ante la prensa internacional. Como el Gobierno egipcio no pudo probarle nexo alguno con el crimen fue puesto en libertad.
Aymán az Zawahirí hablaba tres idiomas: árabe, inglés y francés.

### Participación en la guerra de Afganistán
En los años 1980 viajó a Afganistán para participar en las acciones guerrilleras y terroristas de los muyahidines contra el Gobierno afgano y sus aliados soviéticos. Ahí conoció a Osama bin Laden, quien dirigía una base de muyajidines llamada Majtab al-Jidamat; ambos trabajaron bajo la tutela del palestino Abdullah Azzam. Con el fin de la guerra de Afganistán, Az-Zawahirí y Azam mantuvieron posiciones encontradas con respecto a las siguientes etapas de la estrategia de lucha. Al final, Bin Laden se decantó por la estrategia de Al-Zawahirí, de enfrentamiento contra los regímenes musulmanes seculares (especialmente en su país natal, Egipto). Por eso, para muchos este médico egipcio fue el verdadero ideólogo detrás de Al Qaeda, por encima de Bin Laden, que se ocupaba de la financiación y era el líder simbólico.

### Otros acontecimientos
En 1990, Az-Zawahirí regresó a Egipto, donde siguió llevando a yihad islámica por rumbos más radicales empleando el conocimiento y las tácticas aprendidas en Afganistán. En 1995 intentó asesinar al presidente Hosni Mubarak. El objetivo falló pero una niña de 12 años murió, lo que le costó el repudio popular. Ese mismo año perpetró un ataque contra la embajada egipcia en Islamabad, Pakistán, que costó la vida a 16 personas. En 1997, se lo consideró responsable de la matanza de 58 (o 67) turistas extranjeros en la población egipcia de Luxor, por lo que fue condenado a muerte en su país.
En 1998, emitió con Osama bin Laden una fatwa conjunta titulada Frente islámico mundial contra judíos y cruzados, paso importante para ampliar sus conflictos a una escala mundial.
El 18 de marzo de 2004, Pervez Musharraf, presidente de Pakistán, informó que sus tropas tenían acorralado a Aymán al Zawahirí. El cerco terminó el 22 de marzo de 2004, cuando los supuestos combatientes de Al Qaeda al parecer escaparon por unos túneles; no se pudo confirmar que Al Zawahirí estuviera entre ellos.

### Supuesta muerte
Desde la invasión estadounidense de Afganistán, se desconocía el paradero de Al-Zawahirí, según notas de prensa del año 2002, habría sido abatido por fuerzas desconocidas, pero a principios de septiembre de 2003 se envió tanto un vídeo de Al Zawahirí y Bin Laden como una cinta de audio a la cadena de televisión al-Yazira, de Catar, con la que se pretendía dejar constancia de que ambos seguían con vida.

### Líder de Al Qaeda
El 2 de mayo de 2011, un equipo de fuerzas especiales, los SEAL de la Marina estadounidense ejecutó a Bin Laden, haciendo que su mano derecha lograra ser el nuevo líder de Al Qaeda, así como el terrorista y hombre más buscado del mundo desde el arresto del Chapo Guzmán.
Era conocido por varios apodos, entre ellos, Abu (padre de) Abdallah, Abu Muhammad, Abu Fátima, Muhammad Ibrahim, Abu al Mu'iz, El Doctor, El Profesor, El Emir, Nur, Ustaz (Maestro) y Abdel Muaz; también era citado a menudo como el «Doctor Muerte» o «Médico de la Muerte».

## Muerte
El 31 de julio de 2022, a las 6:18 a. m. hora local, mientras al-Zawahiri estaba parado afuera del balcón de su casa —en un barrio de Sherpur, en Kabul—, un avión no tripulado operado por la Agencia Central de Inteligencia (CIA) disparó dos misiles AGM-114 Hellfire contra al-Zawahiri, matándolo.
En una comunicación a los periodistas, un alto funcionario de la administración dijo que «durante el fin de semana, Estados Unidos llevó a cabo una operación antiterrorista contra un importante objetivo de Al-Qaeda en Afganistán. La operación tuvo éxito y no hubo víctimas civiles». El Departamento de Defensa de los Estados Unidos negó la responsabilidad del ataque, mientras que el Mando Central de los Estados Unidos declinó hacer comentarios. En la noche del 1 de agosto, con un retraso de dos días para dar tiempo a una adecuada verificación del éxito de la operación, el presidente Joe Biden anunció por televisión desde la Casa Blanca que la Comunidad de Inteligencia de los Estados Unidos había localizado a Zawahiri cuando se trasladó al centro de Kabul a principios de 2022 y que había autorizado la operación una semana antes. Biden también declaró que la operación no había causado víctimas civiles y que no había perjudicado a ningún miembro de la familia de Zawahiri. Fue un acto de justicia, mencionó.

## Obras
- La cure pour les cœurs des croyants (Shifâ' Sudûr al-Mu'minîn), 1996
- Le Front islamique mondial contre les juifs et les croisés, 1998
- L'Absolution, Milelli, 2008 ISBN 978-2-916590-05-9